# Johan Maelwael

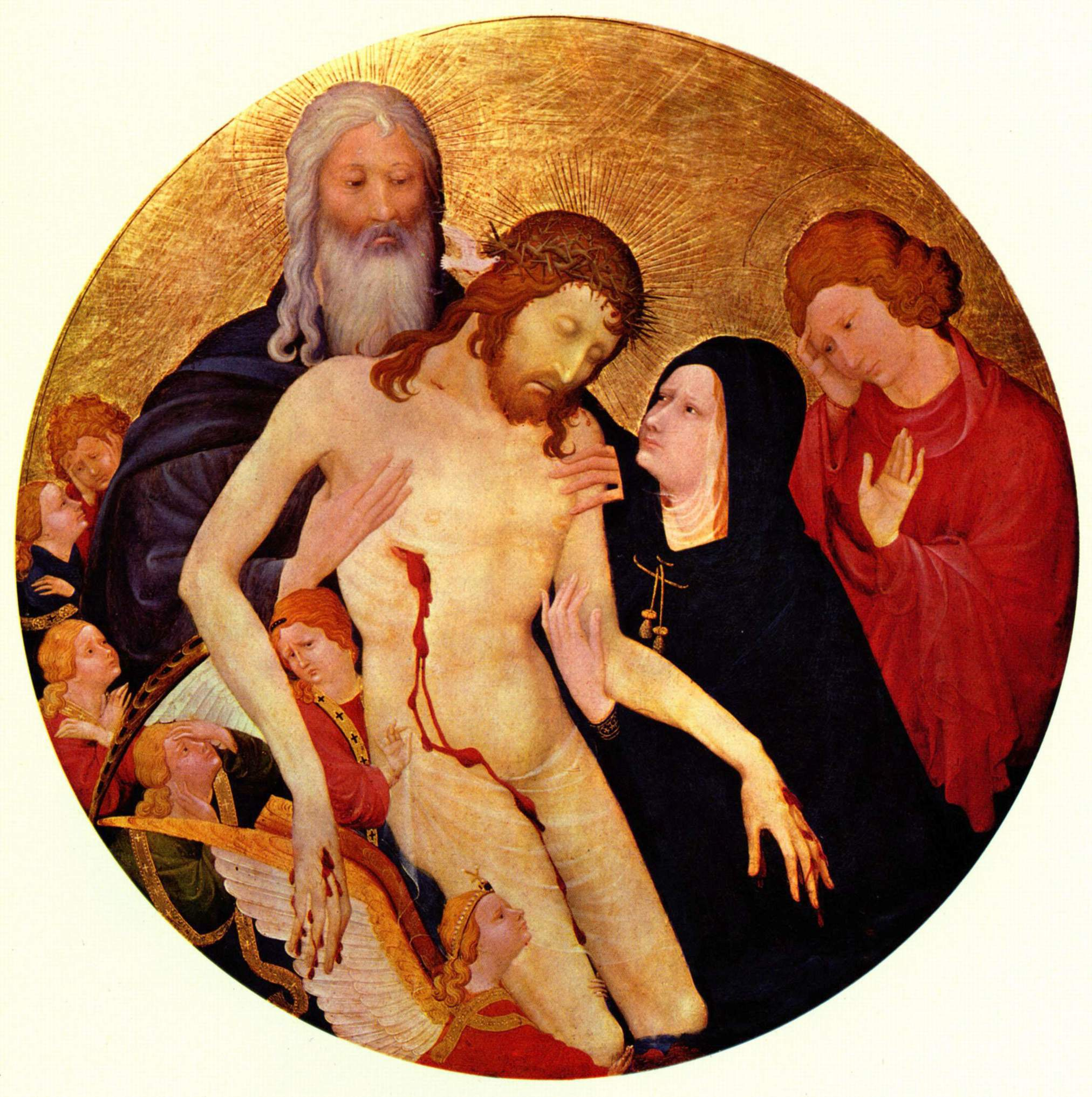
Pietà (ca 1400)

Johan Maelwael, eller Jan Maelwel, fransk stavning: Jean Malouel, troligen född före 1370 i Nijmegen, död 12 mars 1415 i Dijon, var en nederländsk målare, verksam i Frankrike från omkring 1395 till 1415, bland annat i Dijon.
Maelwael var farbror till konstnärsbröderna Herman, Paul och Johan Limbourg.